# Collegio di Mid Buckinghamshire
Mid Buckinghamshire è un collegio elettorale situato nel Buckinghamshire, nel Sud Est dell'Inghilterra, e rappresentato alla Camera dei Comuni del Parlamento del Regno Unito. Elegge un membro del Parlamento con il sistema first-past-the-post, ossia maggioritario a turno unico; l'attuale parlamentare è Greg Smith del Partito Conservatore, che rappresenta il collegio dal 2024.

## Estensione
Il collegio è costituito dai seguenti ward del distretto del Buckinghamshire: Bernwood, Chiltern Ridges (distretti elettorali CG, CGA, CM, CMA, CMB, CMC e CSB), Great Missenden, Grendon Underwood, Ridgeway East, Ridgeway West, Stone and Waddesdon, The Risboroughs e Wendover, Halton and Stoke Mandeville.
Il collegio comprende le seguenti aree:
- le aree occidentali e meridionali dell'ex collegio di Buckingham, tea cui Haddenham e Princes Risborough
- le parti meridionali della precedente versione del collegio di Aylesbury, tra cui Wendover e due ward di Ridgeway
- Great Missenden, che proviene dalla precedente versione del collegio di Chesham and Amersham.

## Membri del parlamento
| Elezione | Elezione | Deputato   | Partito      |
| -------- | -------- | ---------- | ------------ |
|          | 2024     | Greg Smith | Conservatore |

## Risultati elettorali

### Elezioni negli anni 2020
| Partito                    | Partito                                         | Candidato                  | Risultati 4 luglio 2024 | Risultati 4 luglio 2024 |
| Partito                    | Partito                                         | Candidato                  | Voti                    | %                       |
| -------------------------- | ----------------------------------------------- | -------------------------- | ----------------------- | ----------------------- |
|                            | Conservatore                                    | Greg Smith                 | 20 150                  | 37,35                   |
|                            | Lib Dem                                         | Anja Schaefer              | 14 278                  | 26,46                   |
|                            | Laburista                                       | Carissma Griffiths         | 9 171                   | 17,00                   |
|                            | Reform UK                                       | Stephanie Harwood          | 6 926                   | 12,84                   |
|                            | Verde                                           | Greg Smith                 | 2 942                   | 5,45                    |
|                            | Social Democratico                              | Yvonne Wilding             | 337                     | 0,62                    |
|                            | Climate                                         | Wisdom Da Costa            | 147                     | 0,27                    |
|                            |                                                 |                            |                         |                         |
| Iscritti                   | Iscritti                                        | Iscritti                   | 75 415                  | 100,00                  |
| ↳ Votanti (% su iscritti)  | ↳ Votanti (% su iscritti)                       | ↳ Votanti (% su iscritti)  | 53 951                  | 71,54                   |
| ↳ Astenuti (% su iscritti) | ↳ Astenuti (% su iscritti)                      | ↳ Astenuti (% su iscritti) | 21 464                  | 28,46                   |
|                            |                                                 |                            |                         |                         |
|                            | Esito: collegio a Conservatore (nuovo collegio) |                            |                         |                         |